# 山噪鹛

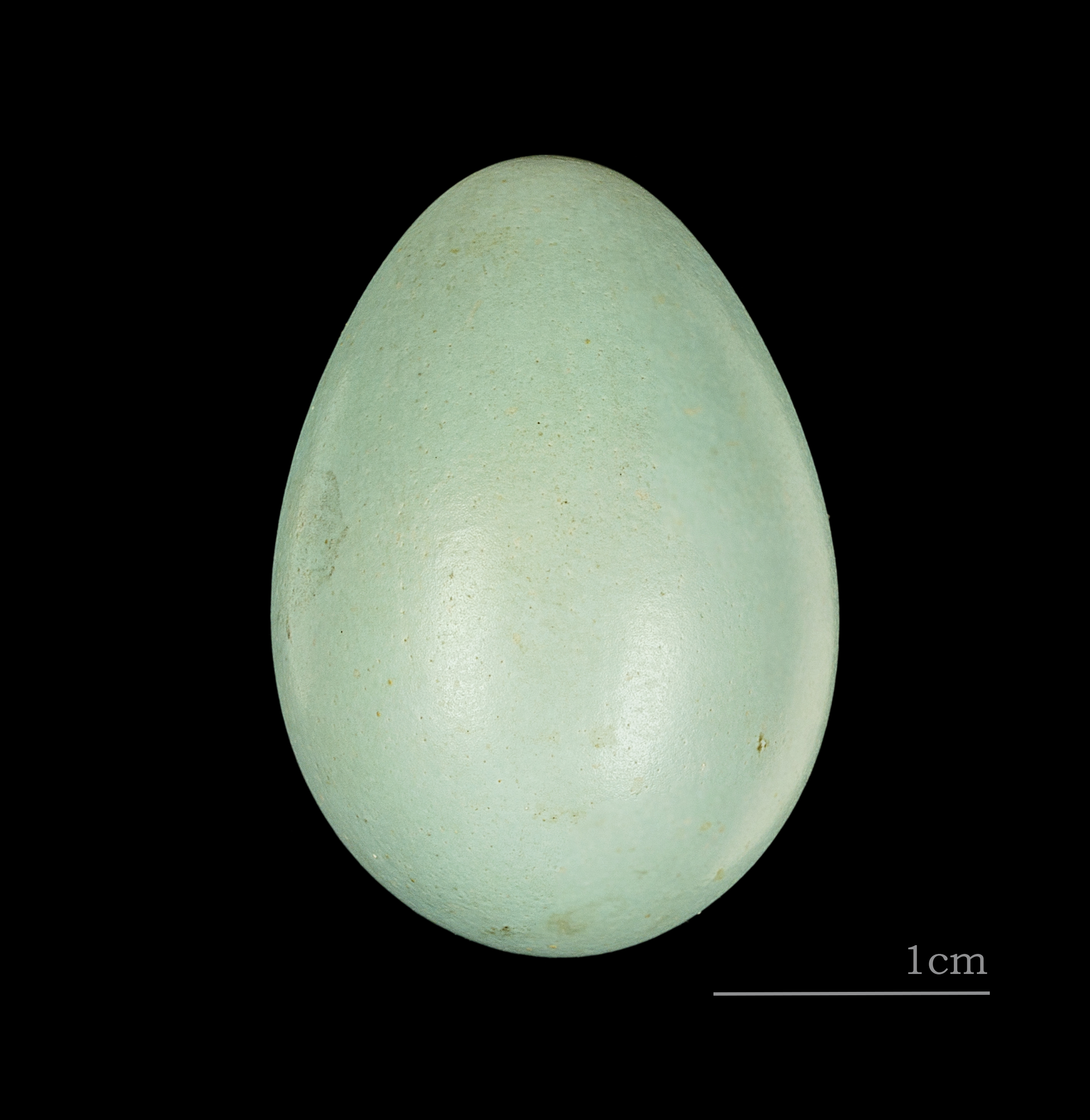
卵

山噪鹛（学名：Pterorhinus davidi）是噪鹛科的一种，为中国大陆的特有种（内蒙古、华北、甘肃、青海、四川等地）。该物种的保护状况被评为无危。
山噪鹛的平均体重约为56.2克。栖息地包括温带森林、温带疏灌丛和河流、溪流。该物种的模式产地在北京。

## 亚种
- 山噪鹛四川亚种（学名：Garrulax davidi concolor），是中国的特有物种。分布于青海、四川等地。该物种的模式产地在四川松潘。[3]
- 山噪鹛指名亚种（学名：Garrulax davidi davidi），是中国的特有物种。分布于内蒙古、华北、青海等地。该物种的模式产地在北京。[4]
- 山噪鹛甘肃亚种（学名：Garrulax davidi experrectus），是中国的特有物种。分布于甘肃等地。[5]